# Vlčí mládě
Vlčí mládě (v anglickém originále Teen Wolf) je televizní seriál určený pro mladé publikum, jehož tvůrcem je Jeff Davis. Americká stanice MTV jej vysílá od června 2011. V ČR jej o rok později začala uvádět televizní stanice AXN.
V seriálu se vše točí okolo vlkodlaků a problémů s dospíváním. Teenageři mají život sám o sobě dost složitý, ale co se stane, když se mladistvý navíc stane vlkodlakem, se kterým má někdo postranní úmysly? Seriál je příběhem plným přeměn, akčních scén, vlčích soubojů i tajné a zapovězené lásky.
První série měla premiéru 5. června 2011. Druhá série měla premiéru 3. června 2012. 12. července 2012 stanice objednala třetí řadu seriálu, která se skádala z 24 epizod a produkce se přesunula do Los Angeles v Kalifornii. Třetí série měla premiéru 3. června 2013. Čtvrtá série měla premiéru 23. června 2014. 24. července 2014 stanice objednala pátou sérii, která se bude skládat z 20 epizod. Premiéra se konala 29. června 2015 a 9. července 2015 stanice schválila šestou sérii, která podle dalších zpráv měla být poslední. V srpnu 2021 Paramount Plus oznámil přípravu filmu uzavírajícího celý seriál.

## Děj
Celý příběh se točí kolem Scotta McCalla, 16letého středoškoláka, který žije se svou matkou (Mellisou) ve městě Beacon Hills. Jeho teenagerský život se rapidně změní, když ho jedné noci kousne vlkodlak a on se postupně sám promění ve vlkodlaka. První, kdo na jeho proměnu přijde a vytrvale stojí při něm, je jeho nejlepší kamarád, spolužák a spoluhráč z lakrosového týmu Stiles Stilinski. Ve městě se však objevují i další vlkodlaci a také nová atraktivní spolužačka Allison Argentová, k níž Scott nachází opětované zalíbení. Až později vyjde najevo, že její otec a celá rodina patří k lovcům vlkodlaků. Scott se tak dostává do velmi ošemetné situace mezi nimi a nebezpečným „alfou“, tajemným vůdcem vlkodlačí smečky, jehož kousnutí chlapcovu proměnu přivodilo. Protože se spolu s tím zázračně zlepšily i Scottovy tělesné vlastnosti a dovednosti, postoupí v lakrosovém týmu na místo druhého kapitána, čímž se stává trnem v oku dosavadního kapitána Jacksona Whittemora, a ten dotěrně pátrá po původu Scottových úspěchů.
První řada seriálu končí smrtí Allisoniny tety Kate Argentové, nebezpečné lovkyně vlkodlaků, která se vymkla kontrole. Cynický a podezřívavý vlkodlak Derek Hale, který Scotta provází v jeho složitém přivykání vlkodlačímu životu, nakonec také zjistí, že krvežíznivým „alfou“ je jeho strýc Peter Hale, a společnými silami se ho podaří zastavit. Jackson však také končí s vlkodlačím kousnutím, stejně jako jeho dívka Lydie Martinová.

### Druhá řada
V úvodu druhé řady přijíždí na pohřeb tety Kate Allisonin dědeček Gerard Argent, který se záhy ukáže být ještě větším ohrožením. Rodina Allison teď nepřeje jejímu kontaktu se Scottem, a tak musí milenci svůj vztah složitě skrývat. K tomu se ještě objeví její nový ctitel, Matt. Lydie záhadným způsobem přežila kousnutí, aniž by se proměnila ve vlkodlačici nebo zemřela, a všichni zasvěcení pátrají po příčině její imunity, zatímco v očích nezasvěcených se stala bláznivou dívkou a ztratila všechnu svou někdejší popularitu. Zato Jackson, který toužil získat vlkodlačí schopnosti, aby opět mohl dominovat lakrosovému týmu i svému okolí, prodělává proměnu nečekaně komplikovanou. Derek, který se po zabití strýce sám stal „alfou“, buduje svou smečku a připravuje ji na válku s lovci. Allison mezitím zemře matka a Gerard toho využije, aby ji získal pro boj s vlkodlaky a poštval proti Derekovi, který matku poranil. Allison totiž netuší, že tím Derek zachraňoval Scotta, jehož se matka snažila zabít, když odhalila jeho utajovaný vztah s Allison. Souboj mezi vlkodlaky a lovci se tak vyhrocuje, jenže město s jeho obyvateli teď ohrožuje nová stvůra – Kanima. Šplhá po stropech, své oběti ochromuje paralyzujícím jedem, vypadá nezničitelně a navrch se ukáže, že to vše dělá na něčí příkaz. Odhalení jejího pána je jen jedním z překvapivých zvratů. Z mrtvých totiž znovu povstal Derekův strýc Peter.

### Třetí řada (první část)
Třetí vysílací sezóna měla dvojnásobný počet dílů oproti oběma předchozím a dějově byla rozdělena do dvou autonomních polovin, tedy de facto do dvou řad. V první 12dílné části (3A) se školáci vrací po prázdninách zpět do školy, Jackson už je odstěhovaný do Londýna a Scott s Allison se rozešli. Do města ovšem přišla nová nebezpečná smečka složená z „alfa“ vlkodlaků pod vedením slepého Deucaliona, který chce pro sebe získat dalšího „alfa“ vlkodlaka. Postupně vyplývá, že jím nemá být Derek, ale sám Scott. Ten se vyvíjí v pravou „alfu“, tedy takového, který tohoto statusu nedosáhl převzetím smečky po porážce jiného vůdce, ale vlastní silnou vůlí. Mezi středoškoláky se vmísí dvojčata Aidan a Ethan, jeden se motá kolem Lydie a druhý začíná randit s Dannym, když se ale spojí, vytvoří supersilného obra. A na scénu přichází i Derekova mladší sestra Cora, kterou Deucalionova smečka držela v zajetí a při jejíž záchraně Derek ztrácí svou sílu „alfy“. Z jeho smečky umírá Erica a pak i Boyd. To však není nejhorší, postupně se totiž ztrácí a umírají různé trojice lidí podle nějakých vzorců a na svědomí to má nejspíš tajuplný druid sešlý na zcestí – darach. Scott s přáteli po něm pátrají a nakonec se musí spojit i se samotným Deucalionem, aby při zatmění měsíce poměřili své síly s darachem. A protože tolik úmrtí neuniklo pozornosti FBI, do města mezitím dorazil i agent Rafael McCall, Scottův dávno zavržený otec.

### Třetí řada (druhá část)
V druhém tuctu dílů třetí vysílací sezóny (3B) do příběhu vstupují prvky japonské mytologie a také asijští Američané. Do školy přichází nová spolužačka Kira Yukimurová i se svým otcem, novým učitelem dějepisu. Nejdřív se však trojice hlavních hrdinů musí vypořádat s následky své náhradní oběti ze závěru předchozího příběhu: Scottovi se nedaří přeměnit ve vlkodlaka, Allison neudrží pevnou ruku při lukostřelbě a Stiles má potíže se spánkem a čtením. To vše zvládnou, když najdou a ochrání dívku, která se před lety při autonehodě proměnila v kojota. Zatímco se Allison sbližuje s Isaacem, Scott nachází zalíbení v nové Kiře, z níž se vyklube hromová „kicune“. Dvojčata Aiden a Ethan se snaží dostat do Scottovy smečky, ten se však zdráhá. Stejně tak odmítá přijmout návrat svého otce Rafaela. Drama však rozpoutá vrah uprchlý z místní léčebny pro choromyslné a tajemní démoni „oni“ v podobě japonských samurajů s maskou. I když je vrah zastaven, ukáže se, že mnohem nebezpečnější je ten, kdo ho vedl – temná kicune zvaná „nogicune“. Vyvolala ji ve válečném roce 1943 Kiřina matka, sama též kicune, a teď se ji za pomoci nesmrtelných démonů snaží opět zastavit. Nogicune však posedla Stilese a hraje s lidmi, vlky i liškami svoji vlastní hru. Nakonec se ji přece jen podaří zastavit, avšak Allison už se toho nedožije.

### Čtvrtá řada
Děj čtvrté řady začíná v Mexiku, kam se pětice hlavních hrdinů a hrdinek vydává najít uneseného Dereka. Oproti očekávání jej však nedrží tamní lovecká rodina Calverů, nýbrž je uzavřen v kobkách kostela La Iglesia. Mezitím se do Beacon Hills vrací Kate Argentová v podobě jaguárodlačice a spolu s ní téměř nezničitelní kostění berserkové. Do školy také nastupuje nový ročník prváků a mezi nimi Liam, který v lakrosovém týmu překonává i zkušeného Scotta. Když se však připlete do cesty kanibalskému měňavci „wendigovi“, Scott ho dokáže zachránit jen díky přeměně ve vlkodlaka. Získává tím prvního vlastního „betu“, ale poněkud vzpurného.
Ve městě se ovšem objevuje tajemný němý vrah a také další nájemní lovci nadpřirozených bytostí a postupně vychází najevo, že všichni jednají podle seznamu neznámého „mecenáše“ (The Benefactor). Únik před zabijáky je tak střídán pátráním po osobě, která si všechny oběti objednala. Když už se podaří zastavit její řádění, na scénu se vrací Kate a příběh se ubírá zpět k mexickému kostelu La Iglesia, kam unesla Scotta, aby z něj udělala jednoho ze svých berserků. Scottovi přátelé se ho vydají zachránit, ale až do konce netuší, že únos zosnoval Peter Hale, aby se zbavil konkurenčního „alfy“.

### Pátá řada
V páté řadě opět přichází na scénu hrdinové předešlých sérií, s výjimkou Dereka Halea (Tyler Hoechlin). V Beacon Hills je v poslední době neobvykle klidno, ale Stiles předpovídá příchod něčeho strašného. A skutečně se ve městě začnou dít podivné věci, různí teenageři jsou proměňováni v příšery a za tím vším stojí „Hrůzní doktoři“. Scott, Stiles, Kira a Lydie se pokouší přijít na to, proč se tito tajemní doktoři snaží měnit pravidla nadpřirozena a pokoušejí si vytvářet vlastní příšery. Novou postavou v ději je Theo Raeken, který se snaží všemožně dostat do Scottovy smečky.

### Šestá řada
V poslední řadě seriálu se hlavní hrdinové potýkají kromě učení se na maturitu také s novým nadpřirozeným soupeřem, s Ghostridery. Ve městě se ztrácejí lidé bez jakýchkoliv důkazů a nikdo si na ně nevzpomíná. Bude unesen i jeden hlavní hrdina. Lydia má tušení, že si musí na něco vzpomenout a tak zjišťuje na co si má vzpomenout. Když se s Ghostridery vypořádají, čeká je odvěký nepřítel, se kterým nadpřirozené postavy soupeří po staletí, a tím jsou Lovci.

## Postavy a obsazení
| Herec/herečka      | Český dabing (řada)                                          | Jméno postavy                  | Výskyt a další poznámky |
| Hlavní postavy     | Hlavní postavy                                               | Hlavní postavy                 | Hlavní postavy |
| ------------------ | ------------------------------------------------------------ | ------------------------------ | --- |
| Tyler Posey        | Michal Holán                                                 | Scott McCall                   | hlavní hrdina, na počátku příběhu 16letý středoškolák a hráč lakrosového týmu, kterému se po jednom kousnutí zásadně změní život                                                                           |
| Dylan O'Brien      | Radek Škvor                                                  | Mieczyslaw Stillinski (Stiles) | Scottův nejlepší přítel, hyperaktivní spolužák a spoluhráč lakrosu, který je i přes svou bojácnou povahu vždy nápomocný                                                                                    |
| Crystal Reed       | Klára Jandová                                                | Allison Argentová              | v 1.–3. řadě; Scottova spolužačka, do níž se na počátku zamiluje, pochází z rodiny lovců vlkodlaků, na konci 3. řady umírá                                                                                 |
| Tyler Hoechlin     | Daniel Rous                                                  | Derek Hale                     | starší vlkodlak, od konce 1. řady „alfa“ (vůdce smečky), v průběhu 3. řady opět „beta“, cynický a nedůvěřivý                                                                                               |
| Colton Haynes      | Ivo Novák                                                    | Jackson Whittemore             | v 1. a 2. řadě; kapitán Scottova lakrosového týmu, s vývojem seriálu se stává jeho protivníkem, na konci 1. řady je Derekovým kousnutím proměněn, výsledek proměny je však ještě v průběhu 2. řady nejasný |
| Holland Rodenová   | Rozita Erbanová                                              | Lydia Martinová                | kamarádka Allison, původně Jacksonova dívka, na první pohled hloupá a namyšlená, za tímto zevnějškem se však postupně ukazuje něco víc, v průběhu 3. řady se projeví jako bánší                            |
| Arden Cho          | Anna Suchánková                                              | Kira Yukimurová                | od druhé půle 3. řady jako vedlejší postava, od 4. řady hlavní; nová spolužačka ve třídě se zájmem o Scotta, hromová „kicune“                                                                              |
| Shelley Hennigová  | Terezie Taberyová                                            | Malia Tateová (Haleová)        | od druhé půle 3. řady jako vedlejší postava, od 4. řady hlavní; dívka pohřešovaná od dávné autonehody, kojotodlačice, na konci 3. řady nastoupí do školy, zajímá se o Stilese                              |
| Dylan Sprayberry   | Petr Neskusil                                                | Liam Dunbar                    | od 4. řady jako vedlejší postava, od 5. řady hlavní; prvák a nový hráč lakrosového týmu, posléze Scottův „beta“ vlkodlak                                                                                   |
| Vedlejší postavy   |                                                              |                                | |
| Melissa Ponziová   | Petra Hobzová                                                | Mellisa McCallová              | Scottova matka, zdravotní sestra v beaconhillské nemocnici |
| Linden Ashby       | Jiří Valšuba (1.) Ladislav Cigánek (2.–3.)                   | šerif Stillinski               | Stilesův otec, místní šerif |
| JR Bourne          | Pavel Vondra                                                 | Chris Argent                   | otec Allison, lovec vlkodlaků |
| Jill Wagnerová     | Irena Hrubá                                                  | Kate Argentová                 | teta Allison, lovkyně vlkodlaků, na konci 1. řady zabita, ve 4. řadě se vrací jako jaguárodlačice |
| Eaddy Maysová      | Šárka Vondrová (2.)                                          | Victoria Argentová             | matka Allison, v průběhu 2. řady umírá |
| Ian Bohen          | Libor Terš (1.–2.) Libor Hruška (3.)                         | Peter Hale                     | Derekův strýc, do konce 1. řady „alfa“, postupně se stává Derekovým rádcem, ale stále zůstává velmi nevyzpytatelný, na konci 4. řady skončí v Eichenově domově pro duševně choré                           |
| Seth Gilliam       | Vladimír Kudla (1.–2.) Ladislav Cigánek (3.)                 | Dr. Alan Deaton                | veterinář na beaconhillské veterinární klinice a Scottův šéf, v průběhu 1. řady se ukazuje, že pracuje i s vlkodlaky a jinými nadpřirozenými bytostmi                                                      |
| Orny Adams         | Bohdan Tůma                                                  | Bobby Finstock                 | sarkastický učitel ekonomie a trenér lakrosového týmu |
| Adam Fristoe       | Petr Burian (1.)                                             | Adrian R. Harris               | v 1.–3. řadě; učitel chemie na beaconhillské střední škole, v první půli 3. řady je zabit |
| Keahu Kahuanui     | Radovan Vaculík (1.) Oldřich Hajlich (2.) Vojtěch Hájek (3.) | Danny Mahealani                | Jacksonův gay kamarád, hráč lakrosového týmu |
| Michael Hogan      | Jaroslav Kaňkovský (2.) Bohuslav Kalva (3.)                  | Gerard Argent                  | v 2. a 3. řadě; otec Chrise a děd Allison, nelítostný lovec vlkodlaků, v první půli 3. řady už jen umírající lidská troska. V 6. řadě se vrací. (vlastník bestiáře)                                        |
| Daniel Sharman     | Petr Neskusil                                                | Isaac Lahey                    | v 2. a 3. řadě; hráč lakrosového týmu, syn tyranského otce zabitého hned v úvodu 2. řady, první člen Derekovy vlkodlačí smečky                                                                             |
| Gage Golightlyová  | Kristýna Valová (2.) Tereza Chudobová (3.)                   | Erica Reyesová                 | v 2. a 3. řadě; původně epileptická studentka, druhá členka Derekovy vlkodlačí smečky, na začátku 3. řady je zabita                                                                                        |
| Sinqua Walls       | Svatopluk Schuller (2.) Vojtěch Hájek (3.)                   | Vernon Boyd                    | v 2. a 3. řadě; původně údržbář kluziště, třetí člen Derekovy vlkodlačí smečky, v první půli 3. řady je zabit                                                                                              |
| Stephen Lunsford   | Oldřich Hajlich                                              | Matt Daehler                   | v 2. řadě; student se zájmem o fotografování i o Allison, první pán Kanimy |
| Bianca Lawsonová   | Petra Hobzová (2.) Anna Suchánková (3.)                      | Marin Morellová                | v 2. a 3. řadě; učitelka francouzštiny a školní výchovná poradkyně, mladší sestra dr. Deatona |
| Haley Webbová      | ?                                                            | Jennifer Blakeová              | v 3. řadě; zastupující učitelka angličtiny, původním jménem Julia Baccariová, druidka a emisarka původní Kaliiny smečky                                                                                    |
| Max Carver         | Vojtěch Hájek                                                | Aidan                          | v 3. řadě; Ethanovo heterosexuální dvojče, student beaconhillské školy, člen Deucalionovy smečky, randí s Lydií. Na konci 3. řady je zabit ,,oni,,                                                         |
| Charlie Carver     | Viktor Dvořák                                                | Ethan                          | v 3. řadě; Aidanovo gay dvojče, student beaconhillské školy, člen Deucalionovy smečky, randí s Dannym. V 6. řadě se vrací jako přítel Jacksona.                                                            |
| Matthew Del Negro  | ?                                                            | Rafael McCall                  | od 3. řady; Scottův otec, v minulosti matkou zapuzený kvůli alkoholismu, agent FBI |
| Adelaide Kaneová   | Anna Suchánková                                              | Cora Haleová                   | v 3. řadě; Derekova mladší sestra |
| Gideon Emery       | Petr Gelnar                                                  | Deucalion                      | v 3. řadě; vůdce smečky „alfa“ vlkodlaků. V 6. řadě se vrací jako rádce a násleně zemře. |
| Felisha Terrellová | Petra Hobzová                                                | Kali                           | v první půli 3. řady; členka Deucalionovy smečky |
| Brian Patrick Wade | Daniel Rous                                                  | Ennis                          | v první půli 3. řady; člen Deucalionovy smečky |
| Tom Choi           | ?                                                            | Ken Yukimura                   | od druhé půle 3. řady; otec Kiry, učitel dějepisu |
| Tamlyn Tomitová    | ?                                                            | Nošiko Yukimurová              | v druhé půli 3. řady; matka Kiry, blíže neurčená „kicune“ |
| Ryan Kelley        | ?                                                            | Jordan Parrish                 | od druhé půle 3. řady; zástupce šerifa, postupně se odhalí že je „pekelný pes“ |
| Meagan Tandyová    | ?                                                            | Braeden                        | od 3. řady; žoldnéřka |
| Maya Eshetová      | ?                                                            | Meredith Walkerová             | od druhé půle 3. řady; pacientka Eichenova domova pro duševně choré, bánší, ve 4. řadě se z ní vyklube „Mecenáš“                                                                                           |
| Ivonne Coll        | ?                                                            | Araya Calaverová               | od druhé půle 3. řady; matriarcha mexické rodiny lovců vlkodlaků |
| Khylin Rhambo      | ?                                                            | Mason                          | od 4. řady; prvák, Liamův kamarád, v 5. řadě- přítel Coryho |
| Susan Waltersová   | ?                                                            | Natalie Martinová              | Lydiina matka, zpočátku velmi okrajová, od konce první půle 3. řady nastoupí i jako učitelka beaconhillské školy                                                                                           |
| Mason Dye          | ?                                                            | Garrett                        | od 4. řady vedlejší postava; prvák, přítel Violet |
| Samantha Loganová  | ?                                                            | Violet                         | od 4. řady vedlejší postava; prvačka |
| Cody Saintgnue     | ?                                                            | Brett Talbot                   | od 4. řady vedlejší postava; beta vlkodlak |
| Cody Christian     | ?                                                            | Theo Raeken                    | od 5. řady vedlejší postava; přestože zpočátku je považován za vlkodlaka, prokáže se jako chiméra |
| Pete Ploszek       | ?                                                            | Gerrett Douglas                | v 6. řadě vedlejší postava, učitel na Beaconhillské škole, alfa Löwenmenc (Lví muž) |

Produkce oznámila pro 5. řadu posílení obsazení o Codyho Christiana v roli Thea. Dále byla ohlášena od 4. dílu 5. řady nová postava Coreyho, který by měl vynahradit ztrátu gay tématu, poté co se ve 4. řadě z příběhu vytratil Danny. Naopak se měl omezit výskyt Tylera Hoechlina a jeho vlkodlačího Dereka, který dosud patřil mezi hlavní postavy už od první řady.

## Řady a díly
| Řada | Díly | Premiéra v USA     | Premiéra v USA  | Premiéra v ČR     | Premiéra v ČR     |
| Řada | Díly | První díl          | Poslední díl    | První díl         | Poslední díl      |
| ---- | ---- | ------------------ | --------------- | ----------------- | ----------------- |
| 1    | 12   | 5. června 2011     | 15. srpna 2011  | 1. června 2012    | 17. srpna 2012    |
| 2    | 12   | 3. června 2012     | 13. srpna 2012  | 12. října 2013    | 24. prosince 2013 |
| 3    | 12   | 5. června 2013     | 19. srpna 2013  | 10. června 2014   | 15. července 2014 |
| 3    | 12   | 6. ledna 2014      | 24. března 2014 | 22. července 2014 | 26. srpna 2014    |
| 4    | 12   | 23. června 2014    | 8. září 2014    | 17. června 2015   | 22. července 2015 |
| 5    | 10   | 29. června 2015    | 24. srpna 2015  | 14. července 2016 | 27. července 2016 |
| 5    | 10   | 5. ledna 2016      | 8. března 2016  | 28. července 2016 | 10. srpna 2016    |
| 6    | 10   | 15. listopadu 2016 | 31. ledna 2017  | vysíláno          | vysíláno          |
| 6    | 10   | 30. července 2017  | 24. září 2017   | vysíláno          | vysíláno          |

## Search for a Cure
Televize MTV ve spolupráci s AT&T uvedla paralelně s první řadou seriálu také šestidílnou minisérii nazvanou Search for a Cure. Krátké díly o délce 2,5 až 4,5 minut byly zveřejňovány od 29. června 2011 na facebookové stránce AT&T a od 4. července i na webových stránkách MTV.